# Club olympique de Kankande
Le Club olympique de Kankande est un club de football guinéen basé à Boké. 

## Palmarès
- Coupe de Guinée (2)
  - Vainqueur : 1986, 1988